# Deglutição

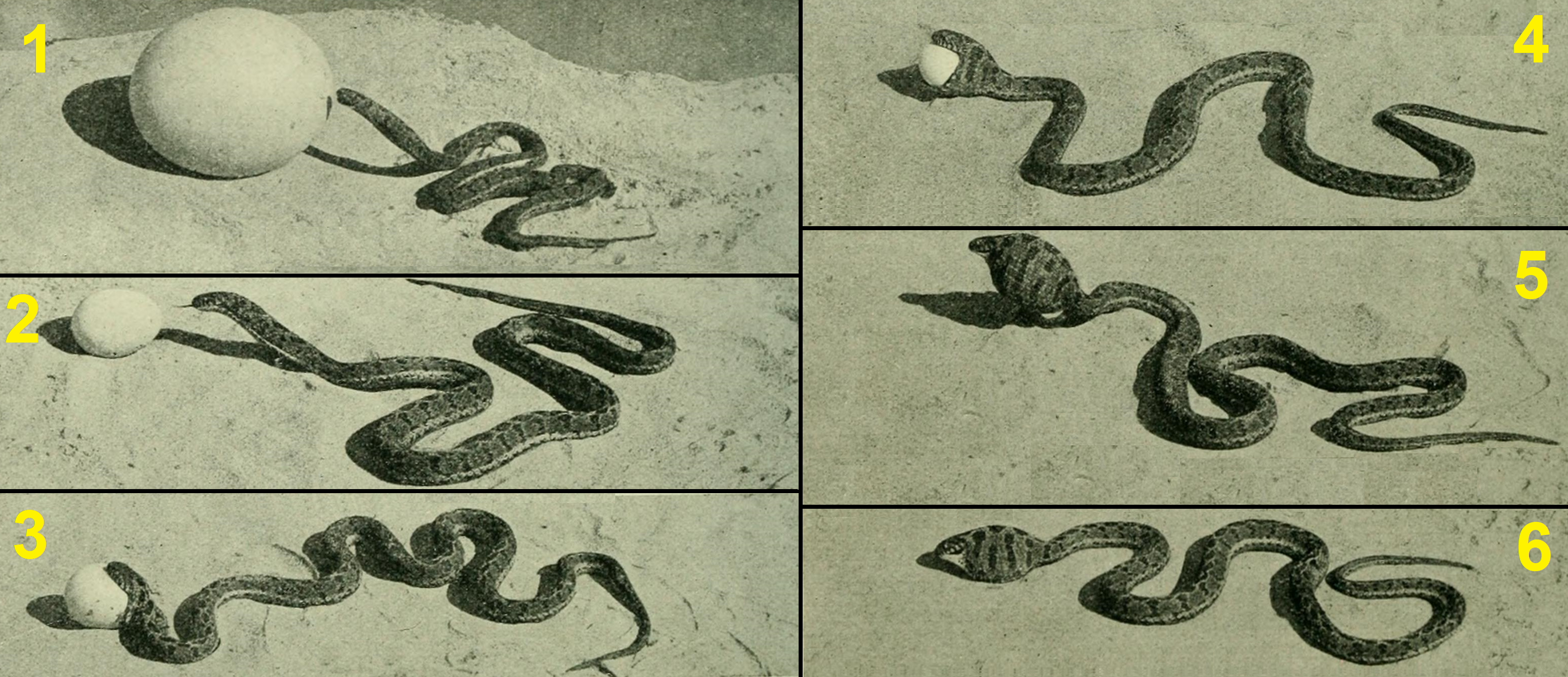
Fotografia de uma cobra (Dasypeltis scabra) demonstrando o processo de deglutição publicada em The snakes of South Africa: their venom and the treatment of snake bite (1912)

Deglutição é o ato de engolir alimentos que começa na vida fetal. É uma ação automática, que é comandada pelo tronco cerebral e serve para transportar o bolo alimentar para o estômago e realizar a limpeza do trato respiratório. Por meio da deglutição, o bolo alimentar que estava na boca chega ao estômago, passando pela faringe e pelo esôfago.
Na entrada da laringe há uma válvula de cartilagem, chamada epiglote, cuja função é controlar a passagem do bolo alimentar para o esôfago e evitar que o alimento entre no sistema respiratório. Durante a passagem do bolo alimentar, a epiglote se abaixa, fechando a entrada da laringe. Quando respiramos, a epiglote permite que o ar entre na traqueia. Se o alimento entra na laringe, ocorre o engasgo.

## Introdução
A deglutição consiste em uma sequência reflexa de contrações musculares que propelem o alimento desde a cavidade bucal até o estômago. Durante todas as fases da deglutição, o bolo alimentar é empurrado por uma onda de pressão positiva desde a boca até o estômago; para que se estabeleça esta pressão positiva, as cavidades bucal e nasal devem fechar-se no momento oportuno. Se assim não ocorresse, a pressão se igualaria à pressão externa, dissipando-se assim a força impulsora da deglutição. Em algumas situações, uma vez que o bolo tenha atravessado a faringe, a pressão já não é necessária dado que a gravidade propele o bolo através do esôfago. Sem dúvida, para evitar o refluxo de alimento, existem esfincteres que abrem para permitir a passagem do alimento e fecham para prevenir a regurgitação; tais esfincteres estão situados nos extremos faríngeo e gástrico do esôfago. Um fato importante é que as vias alimentícias e as vias aéreas inferiores estejam livres e, para que isto ocorra, a respiração deve ser inibida durante a deglutição, fechando-se a via aérea. Existem ainda poderosos reflexos, como tosse e asfixia, que servem para proteger as vias aéreas da entrada do alimento.

## Características

### Desenvolvimento
Os fetos humanos começam a deglutir a partir da 12ª semana da vida intra uterina. Como as áreas corticais do cérebro são muito imaturas neste momento da vida, deduz-se que unicamente o tronco encefálico é essencial para a deglutição. A importância do tronco encefálico se demostra também pelo fato de que os indivíduos anencefálicos podem deglutir apesar de não possuírem tecido cerebral normal, rostral ao núcleo vermelho. Frequentemente, animais nos quais o sistema nervoso tem sido seccionado rostralmente ao núcleo motor do V par podem também efetuar movimentos de deglutição.

### Duração dos movimentos
Ainda que a deglutição seja um processo estereotipado, existe uma variabilidade considerável na duração das suas partes componentes. Esta variabilidade é provavelmente devido à natureza do bolo e às condições orofaríngeas prevalecentes; por exemplo, a quantidade de saliva, presença do bolo fluido ou semi-sólido, etc.

### Sequência dos fatos
Os fatos preparatórios consistem na colocação do bolo na linha média, entre a parte anterior da língua e o palato duro. Ocorre então o fechamento dos lábios, selando-se assim a porção anterior da boca. A ponta da língua é pressionada contra o palato duro. A mandíbula é fixada, o palato mole elevado para ocluir a nasofaringe e abertura do istmo das fauces. Previne-se assim o refluxo de alimento até a nasofaringe. A formação de uma arco elevado do corpo da língua contra o palato mole, empurra o bolo até a faringe. A porção posterior da língua se move para frente para permitir a entrada do bolo na faringe. A respiração á agora inibida durante um breve tempo. Produz-se a elevação da laringe e o fechamento da glote para selar a via aérea. A elevação da laringe está ligada com o deslizamento do osso hioide. O bolo é acelerado através da faringe por ação compressora da língua e a constrição da faringe. A epiglote, elevada contra a laringe, se encontra no caminho do bolo. O bolo inclina a epiglote para trás, até que caia em posição sobre o orifício laríngeo. O papel da epiglote na deglutição não é essencial, devido ao fato de que o fechamento da glote fecha a via aérea, mesmo quando a epiglote tenha sido extirpada. Visto frontalmente, o bolo aparece deslocado lateral e posteriormente pela epiglote. Esta, portanto atua como uma capa, protegendo a abertura laríngea, e como um defletor do bolo alimentar ao redor da abertura laringiana.
No momento em que se realiza a elevação do osso hioide e da laringe, produz-se o relaxamento do esfincter faringoesofágico, que protege a entrada ao esôfago. O bolo penetra então na porção superior de órgão, sendo impulsionado através de movimento peristáltico da tonicidade da faringe para facilitar o esvaziamento. Quando o bolo alcança o extremo gástrico do esôfago, produz-se uma rápida abertura e o alimento entra no estômago.

## Mecanismo neural de controle
O sistema nervoso central pode determinar e controlar o processo deglutitório, dada a existência de um centro coordenador localizado na formação reticular bulbar, bem na vizinhança com a porção pontina, o denominado centro funcional da deglutição. Na primeira, existem diversas aferências que, na sua maioria, sinaptam com corpos celulares de neurônios pertencentes ao núcleo do trato solitário, como integrantes dos axônios sensitivos dos nervos facial-VII, glossofaríngeo-IX e vago-X e algo menos, trigêmeo, provindos da língua, mucosa oral, faringe, laringe; no entanto dos nervos vago e glossofaríngeo, algumas sinapses podem ser atingidas diretamente (sem passar pelo núcleo solitário) na rede neuronal subjacente do núcleo do trato solitário.
Seja como for, este núcleo do trato solitário, em conjunto com os interneurônios vizinhos, formam uma estrutura funcional que pode ser denominada corpo ou região dorsal, onde se organiza - a após excitação sensitiva referida - a resposta de deglutição, pelo que, estes neurônios (do núcleo solitário e interneurônios subjacentes) poderiam ser estimados como neurônios geradores do padrão rítmico da deglutição. Na considerada região ventral do centro funcional da deglutição estariam representados fundamentalmente os neurônios do núcleo ambíguo, além de interneurônios subjacentes e da área ventral subambigual que, de conjunto, poderiam ser considerados neurônios ligadores ou associantes do centro da deglutição com núcleos motores de diversos nervos cranianos, particularmente do hipoglosso(XII), além dos núcleos motores do trigêmeo (V), vago (X), glossofaríngeo (IX), facial (VII), acessório (XI) e nervos espinhais cervicais C2. Estabelece-se, deste modo, um efluxo eferente de caráter motor que inclui nervos que controlam praticamente todos os 31 pares de músculos que integram a expressão motora da deglutição.

## Anormalidades
As dificuldades na deglutição, ou alterações no processo de deglutição, também chamado de Disfagia, podem ser o resultado de várias causas, desde alterações estruturais, como por exemplo o palato fissurado, alteração nos músculos envolvidos no processo de deglutição, entre outros, ou de origem central, como alguma alteração neurológica, por exemplo, AVC, demências avançadas, Doença de Parkinson, entre outras.
O tratamento da disfagia é realizado por uma equipe multiprofissional que além de tratar a disfagia em si, irá também tratar a doença que causa a disfagia. A equipe é composta por médico, fonoaudiólogo, fisioterapeuta, nutricionista, psicólogo, terapeuta ocupacional, enfermeiro, farmacêutico, entre outros profissionais.
Como tem sido assinalado, o padrão de deglutição nas crianças em idade infantil apresenta algumas diferenças fundamentais com a deglutição nos adultos. Normalmente, este padrão muda quando se produz a erupção dentária. Sem dúvida, esta mudança às vezes não se produz e diz-se então que o adulto tem mantido a deglutição infantil (também chamada de arremetida lingual), que está frequentemente relacionada com anormalidades ortodônticas. Obviamente, se persistir a arremetida lingual, resulta questionável se qualquer tratamento ortodôntico será capaz de corrigir a mordida aberta anterior associada com a deglutição do tipo infantil.
Podem também ocorrer outras desordens, por exemplo, certos indivíduos desenvolvem bolsas faríngicas (hérnias da mucosa faríngica). Pensa-se que elas aparecem como resultado de uma alteração no padrão de contração dos músculos obrigatórios da deglutição.